# Christer Sjögren sjunger Sinatra
Christer Sjögren sjunger Sinatra är ett album från 2014 av Christer Sjögren., där han tolkar Frank Sinatra.

## Låtlista
1. For Once in My Life
2. Strangers in the Night
3. Fly Me to the Moon
4. Smile
5. Summer Wind
6. The Lady is a Tramp
7. As Time Goes By
8. Something
9. New York, New York
10. Nancy
11. I've Got You Under My Skin
12. It Was a Very Good Year
13. My Way

## Listplaceringar
| Lista (2014) | Topplacering |
| ------------ | ------------ |
| Sverige      | 1            |

### Fotnoter
1. ↑  ”Christer Sjögren sjunger Sinatra”. Ginza musik. 26 februari 2014. Arkiverad från originalet den 8 februari 2014. https://web.archive.org/web/20140208022157/http://www.ginza.se/product/sjogren-christer/sjunger-sinatra-2014/137172/. Läst 11 februari 2014.
2. ↑  Listplacering, läst 11 februari 2014